# 東別院村
東別院村（ひがしべついんむら）は、京都府南桑田郡にあった村。現在の亀岡市東別院町各町にあたる。

## 地理
- 山岳：黒柄岳、湯谷ヶ岳

## 歴史
- 1889年（明治22年）4月1日 - 町村制の施行により、東掛村・神原村・小泉村・栢原村・鎌倉村・倉谷村・南掛村・湯谷村・大野村の区域をもって発足。
- 1955年（昭和30年）1月1日 - 亀岡町・西別院村・曽我部村・吉川村・薭田野村・本梅村・畑野村・宮前村・大井村・千代川村・馬路村・旭村・千歳村・河原林村・保津村と合併して亀岡市が発足。同日東別院村廃止。